# Kharkiv (huyện)
Huyện Kharkiv (tiếng Ukraina: Харківський район, chuyển tự: Kharkivs’kyi raion) là một huyện của tỉnh Kharkiv thuộc Ukraina. Huyện Kharkiv có diện tích 1403 kilômét vuông, dân số theo điều tra dân số ngày 5 tháng 12 năm 2001 là 187086 người với mật độ 133 người/km2. Trung tâm huyện nằm ở Kharkiv.